# فرانک گمبل (بازیکن فوتبال، زاده۱۹۶۱)
فرانک گمبل (انگلیسی: Frank Gamble؛ زادهٔ ۲۱ اوت ۱۹۶۱) بازیکن فوتبال است.